# Stazione di San Valentino
La stazione di San Valentino è una stazione della ferrovia Circumvesuviana, sita nel comune di San Valentino Torio.
Si trova sulla ferrovia Napoli-Ottaviano-Sarno.

## Storia
La stazione fu attivata nel 1904, all'apertura della tratta da San Giuseppe Vesuviano a Sarno, che completava la linea Napoli–Ottaviano–Sarno.

## Strutture ed impianti
La stazione dispone di due binari attivi e uno di sosta, anche se per la tratta Sarno-Poggiomarino attraversata per San Valentino Torio il binario è unico e non è servito dal doppio binario pur essendoci negli atti della Circumvesuviana un progetto di raddoppio.
Dalla stazione, per raggiungere Napoli sono necessari circa 50 minuti, a causa del binario unico e delle coincidenze con altri treni durante il tragitto.